# Långtjärnen (Idre socken, Dalarna, 686001-134841)
Långtjärnen är en sjö i Älvdalens kommun i Dalarna och ingår i Dalälvens huvudavrinningsområde.